# 14. stoletje pr. n. št.
Štirinajsto stoletje pr. n. št. obsega leta od 1400 pr. n. št. do vključno 1301 pr. n. št.

## Kronologija
Kronologija 14. stoletja pr. n. št. zajema pregled najpomembnejših svetovnih dogodkov v tem stoletju.

## Glavni dogodki
- Tutankamon je vladal Egiptu kot faraon v obdobju okoli leta 1333 - 1323 pr. n. št.
- Hetiti so okoli 1360 pr. n. št. uničili mitannsko kraljestvo, zavzeli severno Sirijo in Aleppo ter ustvarili močno državo na Bližnjem vzhodu.
- Ramzes I. je okoli 1319 pr. n. št. obnovil egiptovski imperij na Bližnjem vzhodu.

## Religija in filozofija
- Arijci, ki so vdrli v Indijo so prinesli s seboj religijo, ki se je udejanila v Vedah.

## Umetnost in arhitektura
- Tutankamonov grob je vseboval med drugo bogato opremo tudi sarkofag z mrliško masko iz zlata.
- Pod kitajsko dinastijo Šang v Anjangu so že mojstrsko obvladali ulivanje brona.Iz tega obdobja so se ohranile značilne posode, bobni in zvonovi, nekateri s kaligrafskimi okraski.

## Glasba
- Bakrene in srebrne trobente,ki so jih našli v Tutankamovem grobu, izvirajo iz okoli leta 1320 pr. n. št.

## Znanost in tehnologija
- Egiptovske bojne vozove so izboljšali tako, da so povečali število kolesnih naper iz štiri na šest; os pa so premaknili nazaj, tako da je bila voznikova teža enakomerneje razporejena. S tem so preprečili guganje voza na neravnih tleh.